# 보어-판레이우언 정리
보어-판레이우언 정리(Bohr–van Leeuwen theorem)는 통계 역학 분야의 한 정리이다. 이 정리에 의하면, 고전 역학과 통계 역학을 동시에 적용하였을 때, 자화 정도의 열 평균은 항상 0이 된다. 따라서, 고전 역학으로는 반자성, 상자성, 강자성과 같은 고체의 자성을 설명할 수 없고, 양자 역학으로만 설명할 수 있다.

## 역사
현재 "보어-판레이우언 정리"로 알려진 이 정리는 1911년 닐스 보어(Niels Bohr)가 박사 학위 논문에서 처음으로 언급하였다. 이후 1919년 헨드리카 판레이우언(네덜란드어: Hendrika Johanna van Leeuwen)가 자신의 박사 학위 논문을 집필하는 과정에서 재발견하였다. 1932년에는 물리학자 존 판블렉(John Hasbrouck van Vleck)이 이 정리를 공식화하였으며, 보어가 작성한 전기 감수율과 자화율에 대한 책에 등장한 초기 정리를 토대로 정리를 확장하였다. 이 정리는 고전 역학으로는 반자성, 상자성, 강자성과 같은 일련의 자기 현상을 설명할 수 없다는 것을 밝혀내었고, 이를 설명하기 위해서는 양자 역학과 상대성 이론이 필요하다는 점을 밝혀냈다는 점에서 중요한 정리이다. 이 정리의 결과는 보어가 1913년 수소 원자의 보어 모형을 고안하는데 영향을 주었을 것으로 추정된다.

## 증명

### 직관적인 증명
보어-판레이우언 정리는 회전 불가능한 고립계에 적용된다. (회전이 가능한 경우는 해당하지 않는다. 예를 들어, 고립된 별의 경우 자기장의 영향을 받아 회전할 수 있다.) 여기에 덧붙여, 만약 어떤 장과 주어진 온도에서 열 평형 상태가 오직 하나만 존재하고, 장이 걸어진 이후에 평형 상태까지 도달할 만큼 충분한 시간이 주어진다고 하면, 그 계는 결국 자화되지 않은 상태가 될 것이다.
계가 어떤 특정한 운동 상태에 있을 확률은 맥스웰-볼츠만 통계로 예측할 수 있는데, 맥스웰-볼츠만 통계에 의하면 이 확률은
{\displaystyle \exp(-U/k_{\mathrm {B} }T)}
에 비례한다. 여기서 {\displaystyle U}는 계의 에너지이고, {\displaystyle k_{\mathrm {B} }}는 볼츠만 상수, {\displaystyle T}는 온도에 해당한다. 여기서 에너지는 운동에너지({\displaystyle m}가 입자의 질량이고, {\displaystyle v}가 속력일 때, 입자의 {\displaystyle mv^{2}/2} 값)와 위치 에너지이다.
하지만 자기장은 위치 에너지에 전혀 기여하지 않는다. 전하 {\displaystyle q}의 속도가 {\displaystyle \mathbf {v} }인 입자에 가해지는 로런츠 힘은

{\displaystyle \mathbf {F} =q\left(\mathbf {E} +\mathbf {v} \times \mathbf {B} \right),}
으로 나타난다. 여기서 {\displaystyle \mathbf {E} }는 전기장이고, {\displaystyle \mathbf {B} }는 자기장이다. 이 식에서 일률을 구해보면 {\displaystyle \mathbf {F} \cdot \mathbf {v} =q\mathbf {E} \cdot \mathbf {v} }가 되는데, 이 식에서 일률은 자기장 {\displaystyle \mathbf {B} }와 무관하다는 것을 알 수 있다. 그러므로 에너지는 자기장에 영향을 받지 않고, 따라서 입자 운동의 분포 역시 자기장에 영향을 받지 않는다.
회전할 수 없다는 가정으로 인하여, 장의 세기가 0인 경우에는 입자들의 알짜 운동이 0이 된다. 따라서 평균 자기 모멘트 역시 0이 될 것이다. 운동의 분포가 자기장에 전혀 영향을 받지 않으므로, 결국 자기장에 관계없이 열평형 상태에서의 자기 모멘트는 0이 된다.

### 수식을 이용한 증명
간결함을 위해 {\displaystyle N}개의 전자가 존재하는 계를 생각해보자. (고체에서 나타나는 대부분의 자기 효과는 전자로 인해 발생되는 것이고, 또 원한다면 전자를 다른 대전 입자로 치환해 일반화시킬 수도 있으므로, 이 가정은 충분히 일반적이다.) 각 전자들은 질량 {\displaystyle m_{e}}와 음의 전하 {\displaystyle e}를 갖는다. 전자의 위치를 {\displaystyle \mathbf {r} }라고 하고, 그 속도를 {\displaystyle \mathbf {v} }라고 한다면, 각 전자는 전류 {\displaystyle \mathbf {j} =e\mathbf {v} }와

{\displaystyle {\boldsymbol {\mu }}={\frac {1}{2c}}\mathbf {r} \times \mathbf {j} ={\frac {e}{2c}}\mathbf {r} \times \mathbf {v} }

의 자기 모멘트를 갖게 된다. 위 식은 자기 모멘트가 전자의 위치에 대해 선형적이라는 것을 보여준다. 따라서 계 전체 자기 모멘트의 특정 방향 성분은 다음과 같이 선형 함수로 나타나게 된다.

{\displaystyle \mu =\sum _{i=1}^{N}\mathbf {a} _{i}\cdot {\dot {\mathbf {r} }}_{i},}
여기서 {\displaystyle \mathbf {r} _{i}} 위의 점 표시는 위치의 시간에 대한 미분을 나타낸 것이고, {\displaystyle \mathbf {a} _{i}}는 위치 {\displaystyle \{\mathbf {r} _{i},i=1\ldots N\}}에 의존적인 벡터 계수이다.
한편 맥스웰-볼츠만 통계에 의하면 n번째 입자가 운동량 {\displaystyle {\boldsymbol {p}}_{n}}을 갖고, 위치 {\displaystyle {\boldsymbol {r}}_{n}}을 가질 확률을 다음과 같이 나타낼 수 있다.

{\displaystyle dP\propto \exp {\left[-{\frac {{\mathcal {H}}({\boldsymbol {p}}_{1},\ldots ,{\boldsymbol {p}}_{N};{\boldsymbol {r}}_{1},\ldots ,{\boldsymbol {r}}_{N})}{k_{\mathrm {B} }T}}\right]}d{\boldsymbol {p}}_{1},\ldots ,d{\boldsymbol {p}}_{N}d{\boldsymbol {r}}_{1},\ldots ,d{\boldsymbol {r}}_{N}.}
여기서 {\displaystyle {\mathcal {H}}}는 해밀토니언으로, 계의 전체 에너지와 같다.
이를 이용하여 어떤 일반화 좌표에 대한 함수 {\displaystyle f({\boldsymbol {p}}_{1},\ldots ,{\boldsymbol {p}}_{N};{\boldsymbol {r}}_{1},\ldots ,{\boldsymbol {r}}_{N})}의 열 평균을 구하면 다음과 같이 나타낼 수 있다.

{\displaystyle \langle f\rangle ={\frac {\int fdP}{\int dP}}.}
자기장의 존재 하에 해밀토니언은

{\displaystyle {\mathcal {H}}={\frac {1}{2m_{e}}}\sum _{i=1}^{N}\left(\mathbf {p} _{i}-{\frac {e}{c}}\mathbf {A} _{i}\right)^{2}+e\phi (\mathbf {q} ),}
으로 나타난다. 여기서 {\displaystyle \mathbf {A} _{i}}는 자기 벡터 퍼텐셜이고, {\displaystyle \phi (\mathbf {q} )}는 전기 스칼라 퍼텐셜이다. 각각의 입자의 운동량 성분 {\displaystyle \mathbf {p} _{i}}와 위치 성분 {\displaystyle \mathbf {r} _{i}}는 해밀턴 역학에 의하면 다음과 같은 관계를 갖는다:

{\displaystyle {\begin{aligned}{\dot {\mathbf {p} }}_{i}&=\partial {\mathcal {H}}/\partial \mathbf {r} _{i}\\{\dot {\mathbf {r} }}_{i}&=-\partial {\mathcal {H}}/\partial \mathbf {p} _{i}.\end{aligned}}}
열 평균 

{\displaystyle \langle \mu \rangle ={\frac {\int \mu dP}{\int dP}},}
의 각 항은
{\displaystyle \int _{-\infty }^{\infty }pdp,}
에 비례한다고 할 수 있다. (여기서 {\displaystyle p}는 일반화 운동량 가운데 하나다.) 그런데 여기서 피적분함수는 {\displaystyle p}의 기함수이므로, 적분값이 0이 된다. 따라서 자기 쌍극자 모멘트의 열 평균 {\displaystyle \langle \mu \rangle =0}이 된다.

## 보어-판레이우언 정리의 응용
보어-판레이우언 정리는 플라스마 물리, 전기기계기술, 전자전기 공항 등 여러 응용 분야에서 유용하게 사용된다.

## 참고 문헌
- Aharoni, Amikam (1996). 《Introduction to the Theory of Ferromagnetism》. Clarendon Press. ISBN 0198517912. 2011년 6월 29일에 원본 문서에서 보존된 문서. 2011년 12월 21일에 확인함.
- Bohr, Niehls (1972) [originally published as "Studier over Metallernes Elektrontheori", Københavns Universitet (1911)]. 〈The Doctor's Dissertation (Text and Translation)〉.   Rosenfeld, L.; Nielsen, J. Rud. 《Early Works (1905-1911)》. Niels Bohr Collected Works 1. Elsevier. 163, 165–393쪽. doi:10.1016/S1876-0503(08)70015-X. ISBN 9780720418019. 이름 목록에서 |성2=이(가) 없음 (도움말)
- Feynman, Richard P.; Leighton, Robert B.; Sands, Matthew (2006). 《The Feynman Lectures on Physics》 2. ISBN 0-8053-9045-6.
- Roth, Reece (1967). “Plasma Stability and the Bohr-Van Leeuwen Theorem” (PDF). NASA. 2008년 10월 27일에 확인함.
- van Leeuwen, Hendrika Johanna (1921). “Problèmes de la théorie électronique du magnétisme”. 《Journal de Physique et le Radium》 2 (12): 361–377.
- van Vleck, J. H. (1932). 《The theory of electric and magnetic susceptibilities》. Clarendon Press. ISBN 0198512430.
- van Vleck, J. H. (1992). 〈Quantum mechanics: The key to understanding magnetism (Nobel lecture, 8 December 1977)〉.   Lundqvist, Stig. 《Nobel Lectures in Physics 1971-1980》. World Scientific. ISBN 981-02-0726-3.